# Tanrenbō
Il tanrenbō (鍛錬棒?) o furibō è una mazza giapponese.
Ha la forma di un bastone quadrato in legno, con la punta piatta e il manico tondo. Con esso si possono effettuare tecniche di taglio usando uno degli spigoli come fosse una lama. Viene generalmente usato nell'aikidō per l'allenamento del suburi (tecniche di taglio con la spada), come alternativa più pesante a un suburitō.